# Albert (Bredelar)
Albert war ab 1196 der erste Abt des Klosters Bredelar.

## Leben
Es existiert ein Bericht, wonach Albert 1196 mit fünf Mönchen aus dem Kloster Hardehausen nach Bredelar kam. Dies stimmt mit einer Urkunde des Kölner Erzbischofs Adolf I. aus diesem Jahr überein, gemäß der das bisherige Augustinerinnenkloster in ein Zisterzienserkloster umgewandelt wurde. Allerdings ist in Hardehausen zu der fraglichen Zeit kein Mönch dieses Namens nachweisbar.
Urkundlich fassbar ist er erstmals im Jahr 1200, als die Äbtissin Sophia von Böddeken dem Kloster Bredelar Besitz übergab. Als Gründerabt wird Albert in einer Urkunde Bischof Bernhards II. von Paderborn im Jahr 1201 genannt. In dieser Urkunde bestätigt der Bischof unter anderem die Visitation des Klosters und die Weihe des Friedhofs sowie der Grablege der Herren von Padberg. Eine letzte Urkunde nennt ihn 1204 im Zusammenhang mit einem Zehntstreit. Wann sein Abbatiat endete, ist nicht bekannt. Sein Nachfolger Dethmar I. wird 1210 erstmals erwähnt.